# Offiziershochschule der Polnischen Luftstreitkräfte

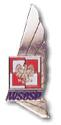
Abzeichen der Offiziershochschule

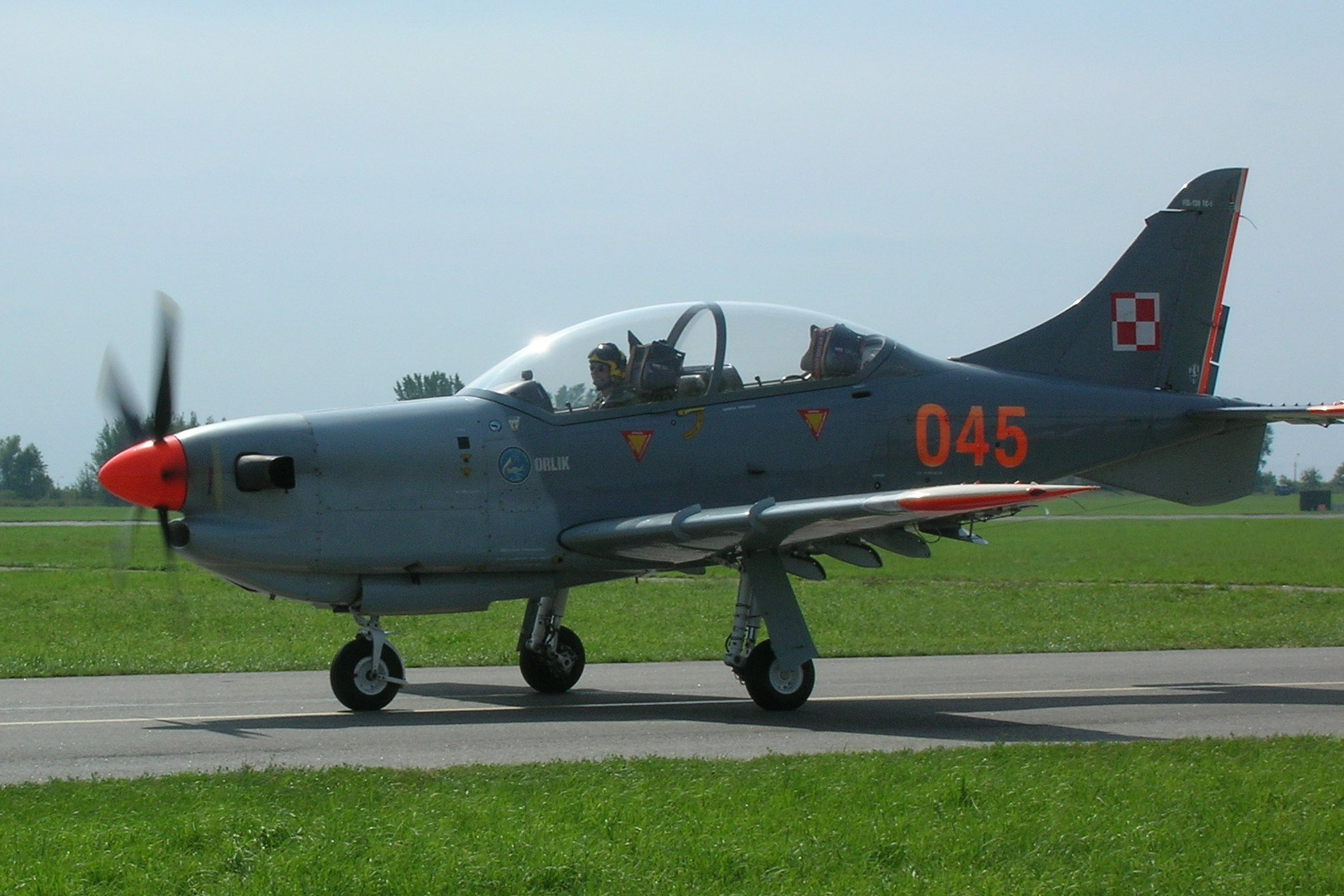
PZL-130 Orlik

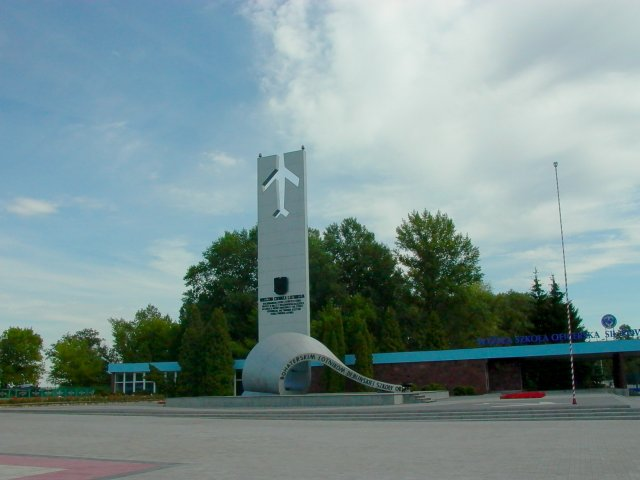
Denkmal der gefallenen Piloten der Adler-Schule Dębliń

Die Offiziershochschule der Luftstreitkräfte Polens (Polnisch: Wyższa Szkoła Oficerska Sił Powietrznych) ist im Osten des Landes, in Dęblin disloziert.
Diese militärische Bildungseinrichtung hat Hochschulstatus und bildet Offiziere für die polnischen Luftstreitkräfte mit dem ersten akademischen Grad aus. Die Offiziershochschule sieht sich in Traditionsfolge der im Jahre 1927 an gleicher Stelle gegründeten Militärfliegerschule.

## Fakultäten
Die Offiziersschüler erhalten eine Ausbildung in folgenden Spezialisierungsprofilen:
- Jagdfliegerpilot auf strahlgetriebenen Jagdflugzeugen (Jet Fighter Pilot)
- Hubschrauberpilot
- Luftnavigator/Navigationsoffizier
- Fluglotse (Air Traffic Controller)/Jägerleitoffizier (Intercept Controller)
- Luftfahrzeug-Instandhaltungs-Ingenieur

## Ausrüstung
| Luftfahrzeug           | Hersteller    | Typ                  | Versions                          | In service | Bemerkung                     |
| ---------------------- | ------------- | -------------------- | --------------------------------- | ---------- | ----------------------------- |
| Alenia Aermacchi M-346 | Italien       | Advanced Jet Trainer |                                   | 8          | Turbofan                      |
| TS-11                  | Polen         | Trainer              | TS-11 bis D TS-11 bis DF TS-11 MR | 54         | Turbojet, ersetzt durch M-346 |
| PZL-130 Orlik          | Polen         | Trainer              |                                   | 28         | Turboprop                     |
| PZL SW-4 Puszczyk      | Polen         | Light Helicopter     |                                   | 7          | 13 on order                   |
| Mi-2                   | Polen / UdSSR | Utility Helicopter   |                                   | 16         | ersetzt durch PZL SW-4        |

Eine ganze Reihe anderer Luftfahrzeuge fliegt die Air Force Base zeitweilig, auf „daily basis“ an. Dazu zählen unter anderem:

MiG-29, F-16, PZL W-3 Sokół, C-295 etc.

## Kommandeure
| Dienstzeit                                          | Dienstgrad                          | Name                                | Bemerkung                           |
| Zentrale Fliegerschule in Grudziądz                 | Zentrale Fliegerschule in Grudziądz | Zentrale Fliegerschule in Grudziądz | Zentrale Fliegerschule in Grudziądz |
| --------------------------------------------------- | ----------------------------------- | ----------------------------------- | ----------------------------------- |
| 1. Nov. 1925 - 13. April 1927                       | Oberst der Flieger                  | Roman Florer                        |                                     |
| Zentrale Fliegerschule in Dęblin                    |                                     |                                     |                                     |
| 14. April 1927 - 1928                               | Oberst der Flieger                  | Roman Florer                        |                                     |
| Fliegeroffiziers-Ausbildungs-Zentrum                |                                     |                                     |                                     |
| 1929–1933                                           | Oberst Dipl. Aufkl.                 | Stanisław Ujejski                   |                                     |
| 1933–1936                                           | Oberst der Flieger                  | Franciszek Wiedeń                   |                                     |
| 1936–1938                                           | Oberstleutnant Aufklärer            | Stefan Sznuk                        |                                     |
| 1938–1939                                           | Oberst Aufklärer                    | Stefan Sznuk                        |                                     |
| Flieger-Ausbildungs-Zentrum Nr. 1                   |                                     |                                     |                                     |
| 1937–1939                                           | Major der Flieger                   | Alfons Beseliak                     |                                     |
| 1939–...                                            | Oberstleutnant Dipl. Aufkl.         | Modest Rastawiecki                  |                                     |
| Militärfliegerschule der Polnischen Streitkräfte    |                                     |                                     |                                     |
| 1944–1945                                           | Brigadegeneral der Flieger          | Józef Smaga                         |                                     |
| Militärfliegerschule                                |                                     |                                     |                                     |
| 1945–1946                                           | Oberst der Flieger                  | Władysław Madejski                  |                                     |
| Flieger-Offiziersschule der Polnischen Streitkräfte |                                     |                                     |                                     |
| 1946–1947                                           | Oberst der Flieger                  | Władysław Madejski                  |                                     |
| 1947–1951                                           | Oberst der Flieger                  | Szczepan Ścibior                    |                                     |
| 1952–1954                                           | Oberst der Flieger                  | Mikołaj Rysiew                      |                                     |
| 1954–1957                                           | Brigadegeneral der Flieger          | Zdzisław Żarski                     |                                     |
| 1957–1959                                           | Brigadegeneral der Flieger          | Franciszek Kamiński                 |                                     |
| 1959–1963                                           | Oberstleutnant der Flieger          | Eugeniusz Pniewski                  |                                     |
| 1963–1968                                           | Brigadegeneral der Flieger          | Józef Kowalski                      |                                     |
| Flieger-Offiziershochschule                         |                                     |                                     |                                     |
| 1968–1981                                           | Brigadegeneral der Flieger          | Józef Kowalski                      |                                     |
| 1981–1987                                           | Brigadegeneral der Flieger          | Adam Bidziński                      |                                     |
| 1987–1990                                           | Brigadegeneral der Flieger          | Mirosław Hermaszewski               |                                     |
| 1990–1994                                           | Brigadegeneral der Flieger          | Edward Hyra                         |                                     |
| Offiziershochschule der Polnischen Luftstreitkräfte |                                     |                                     |                                     |
| 1994–1995                                           | Brigadegeneral der Flieger          | Edward Hyra                         |                                     |
| 1995–2000                                           | Brigadegeneral der Flieger          | Ryszard Olszewski                   |                                     |
| 2000–2002                                           | Brigadegeneral der Flieger          | Zenon Smutniak                      |                                     |
| 2002–2004                                           | Brigadegeneral der Flieger          | Tadeusz Kuziora                     |                                     |
| 2004–2007                                           | Brigadegeneral der Flieger          | Ryszard Hać                         |                                     |
| 2007                                                | Brigadegeneral der Flieger          | Andrzej Błasik                      | zuletzt Flugunfall 2010             |
| 2007–2016                                           | Brigadegeneral der Flieger          | Jan Rajchel                         |                                     |
| 2016–                                               | Brigadegeneral der Flieger          | Piotr Krawczyk                      |                                     |